# Sanahin (klasztor)
Klasztor Sanahin (orm. Սանահին վանք) – zabytkowy ormiański klasztor z X wieku znajdujący się we wsi Sanahin, w prowincji Lorri w północnej Armenii. Ulokowany jest w górnej części wsi, ponad głównym placem, w otoczeniu gęstej roślinności. W roku 2000 został wpisany na Listę Światowego Dziedzictwa UNESCO.
Klasztor wzniesiono mniej więcej w tym samym czasie, co leżący niedaleko klasztor Hachpat. Jednakże jego nazwę Sanahin tłumaczy się jako "starszy niż tamten", czyli niż Hachpat. Oba jednak powstały w duchu tej samej epoki – rozkwitu panowania ormiańskiej dynastii Bagratydów – a każdy z nich odgrywał ważną rolę jako centrum duchowe, naukowe, edukacyjne i kulturalne. W obu kompleksach klasztornych główne zabudowania zostały zgrupowane dookoła świątyń, tworząc integralne architektonicznie organizmy, które usytuowane są asymetrycznie w odniesieniu do ich głównych osi. Oba kompleksy klasztorne mają wspólne nie tylko cechy kompozycyjne poszczególnych budowli, ale też detale architektoniczne i dekoracje, w wielu przypadkach niemal identyczne, co pozwala przypuszczać, że zostały wykonane przez rzemieślników pochodzących z tej samej szkoły.

## Historia
Klasztor powstał na miejscu wcześniejszej budowli z IV-V w. Obecne zabudowania datuje się na połowę X wieku, a więc na czasy panowania ormiańskiej dynastii Bagratydów. Wybudowano tu wówczas trzy kościoły, założono wielką bibliotekę i szkołę. W XI wieku potęgę Bagratydów zniszczyli Turcy Seldżuccy, a klasztor stracił na znaczeniu. Odzyskał je, gdy region Lorri znalazł się pod panowaniem gruzińskiego królewskiego rodu Orbeliani, którzy przekazali go Zakarianom i Kiurikianom. To za ich czasów kompleks klasztorny ponownie przeżywał rozkwit – stał się ważnym na skalę kraju ośrodkiem kulturalnym i naukowym; powstawały w nim liczne manuskrypty (szczególnie miniatury), a w miejscowej akademii uczono przedmiotów humanistycznych i medycznych. Działały tu szkoły filozofii i kaligrafii, seminarium duchowne, skryptorium i biblioteka. Miał tu swoją siedzibę arcybiskup, a na wypoczynek przybywała tu chętnie rodzina królewska Zakarianów, którzy sprawowali mecenat nad obiektem.
Klasztor Sanahin w 1235 został spustoszony przez Mongołów, gdy ci zdobyli twierdzę Akner leżącą pomiędzy klasztorami Sanahin i Hachpat. Pewna stabilizacja nastąpiła po podziale Armenii w 1578 pomiędzy Persję a Imperium Osmańskie – wówczas klasztor przez następne 330 lat pozostawał pod władzą perską. W XVIII wieku był remontowany. Gdy znalazł się pod władzą rosyjską, klasztor aż do rewolucji bolszewickiej w 1917 był siedzibą biskupa. W 1920 został zamknięty, po przejęciu władzy w Armenii przez komunistów.

## Opis
Zespół klasztorny Sanahin, który obecnie funkcjonuje, składa się z czterech kościołów, kaplicy, dwóch narteksów, seminarium duchownego, biblioteki, dzwonnicy, dwóch grobowców rodowych oraz pozostałości murów obronnych.
W centrum znajduje się kościół Matki Bożej (Astwacacin) ufundowany w latach 928-944 przez ród Bagratydów. Jest to bazylika kopułowa na planie krzyża. Kopuła oraz bęben zostały dodane podczas przebudowy w 1652. W 1211 z polecenia księcia Waczesa Waczutiana dobudowanego do niego narteks – trójnawową budowlę przykrytą dwuspadowym dachem podtrzymywanym przez kolumny. Służył on jako miejsce odprawiania porannych i wieczornych modlitw oraz spotkań i zebrań.
Największą świątynią w zespole jest kościół Odkupiciela (Amenapyrkicz). Zbudowano go w roku 966 na polecenie królowej Chosrowanusz, żony króla Aszota III z rodu Bagratydów. Uważa się, że budowniczym świątyni był Trdat – nadworny architekt dynastii Bagratydów. Świątynia posiada wnętrze zwieńczone wielką kopułą. Pierwotnie zdobiła ją potężniejsza kopuła niż obecna, ale zniszczona została w wyniku trzęsienia ziemi. Apsyda główna i tambur kopuły były udekorowane łukami, które komponowały się z niejednolicie pokrytymi ornamentami oknem i ościeżami drzwi, podkreślającymi gładkie powierzchnie fasad. Surowa wschodnia fasada zwieńczona jest w szczycie monumentalną grupą rzeźb królów Lorri Gurgena (Cyriaka lub Korike) I i Symbata – synów fundatorki kościoła, królowej Chosrowanusz. Chronologicznie jest to pierwsza płaskorzeźba – przedstawienie ludzkich figur z modelem kościoła, co nadaje jej wielkie znaczenie w ormiańskiej sztuce. W 1181 do zachodniej części kościoła dobudowano przedsionek z czterema kolumnami podtrzymującymi sklepienie, który pełnił także funkcję grobowca. Tego typu dobudówki, zwane gawitami lub żamatunami, to jeden z charakterystycznych elementów średniowiecznej ormiańskiej architektury. Były przeznaczone na poranną i wieczorną posługę, dla parafian, dla których nie starczyło miejsca w głównej świątyni. Dobudówka wybudowana została przez architekta Dżamhaira na koszt ojca przełożonego Owanesa i książęcej rodziny. Światło dociera do niej poprzez otwór w środku kopuły. Jest to najwcześniejszy znany przykład tego rodzaju konstrukcji, która zawdzięcza swoje początki z ormiańskich mieszkań chłopskich składających się z pokoju z czterema kwadratowymi wolnostojącymi słupami podtrzymującymi dach oraz ze środkowym otworem w dachu umożliwiającym wydostawanie się dymu.
Pomiędzy obydwoma kościołami znajdowało się seminarium Akademii z końca X wieku. To podłużna przestrzeń o sklepieniu wspartym na kolumnach przylegających do ścian kościołów. W XI wieku wykładał tu Grzegorz Magistros (Grigor Magistros Pahlawuni, 985 – 1085) – pisarz, poeta i wielki erudyta, dzięki któremu Sanahin był znany jako ormiański ośrodek neoplatonizmu.
Na północny wschód od wyżej wymienionych obiektów znajduje się biblioteka z roku 1063, niegdyś mieszcząca skryptorium, zbudowane przez królową Hranusz – córkę króla Dawida I Bez Ziemi. Architektonicznie wyróżnia ją wielki ośmioboczny dach namiotowy na ukośnie zaaranżowanych łukach spoczywających na zawiłych podporach w środkach ścian. Połacie dachu namiotowego wykonane są jako nakładające się wstęgi, co powoduje, że wygląda on jak dach ormiańskiej chałupy. Nisze w ścianach oraz podpory przyścienne różnią się kształtami, rozmiarami oraz zdobieniami. Dzięki wijącym się kształtom krzyżujących się elementów podpory łagodnie wpasowują się w ściany, zdobione ażurowymi rzeźbieniami.
Do biblioteki przylega kaplica św. Grzegorza z końca X wieku i odbudowana w 1061. To mała budowla z kopułą, zbudowana na planie wieloliścia, z zewnątrz sprawiająca wrażenie rotundy. Obecna kopuła została dobudowana znacznie później, prawdopodobnie podczas rekonstrukcji z roku 1652. Na lewo od wejścia w ścianę wkomponowano chaczkar z trzema krzyżami.
Znajdująca się w północnej części kompleksu i przylegająca do narteksu dzwonnica pochodzi z lat 1211-1235 i jest jedną z najstarszych tego typu obiektów w Armenii. Zwieńczona jest lekką rotundą, która stała się charakterystyczną cechą późniejszych oddzielnych wież dzwonniczych w Armenii. W górnej kondygnacji posiada arkadowy ganek, zaś w zachodniej elewacji znajduje się chaczkar z czerwonego tufu.
Na południe od głównych budowli kompleksu wznosi się pusty grobowiec Argutinskich-Dołgorukich – zamożnej i wpływowej rosyjskiej rodziny o ormiańskich korzeniach.
Dalej na wschód położony jest grobowiec książąt Zakarianów (Zacharidów). Jego wschodnia część z przełomu X i XI w. jest piwniczną kryptą ze sklepieniem na ściennych łukach i z kaplicami, z których środkową stworzono na planie prostokąta, boczne zaś są okrągłe. Wybudowana w 1189 zachodnia część to pomieszczenie na planie prostokąta z oryginalnym masywnym zdobionym portalem.
Za grobowcem zlokalizowane są dwie ostatnie świątynie zespołu klasztornego: kościół św. Jakuba (Surp Hakop) z IX wieku oraz kościół Zmartwychwstania (Surp Harutiun) z XIII wieku. We wnętrzu tego drugiego występują dwie identyczne apsydy ołtarzowe.

## Galeria

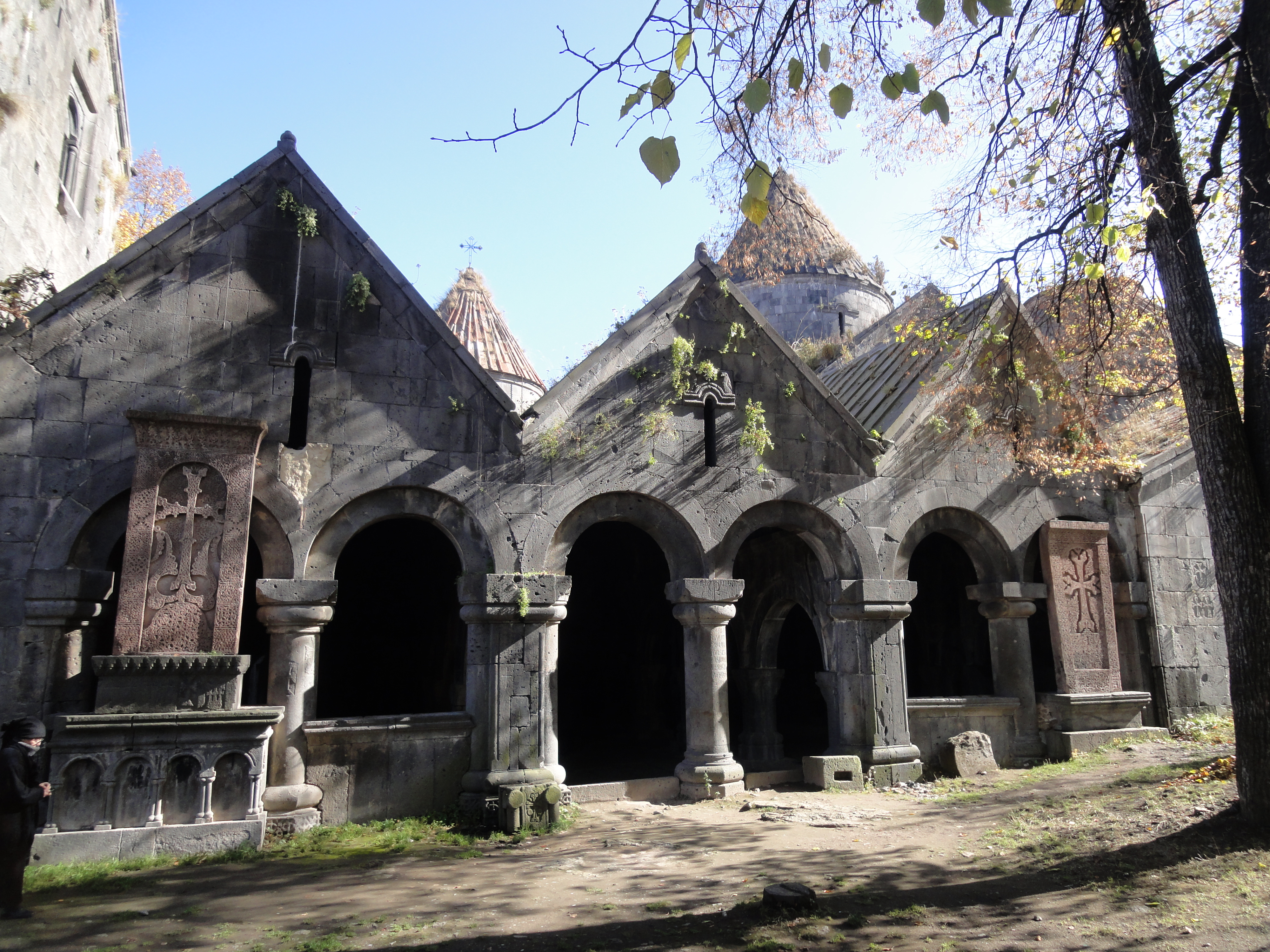
Narteks
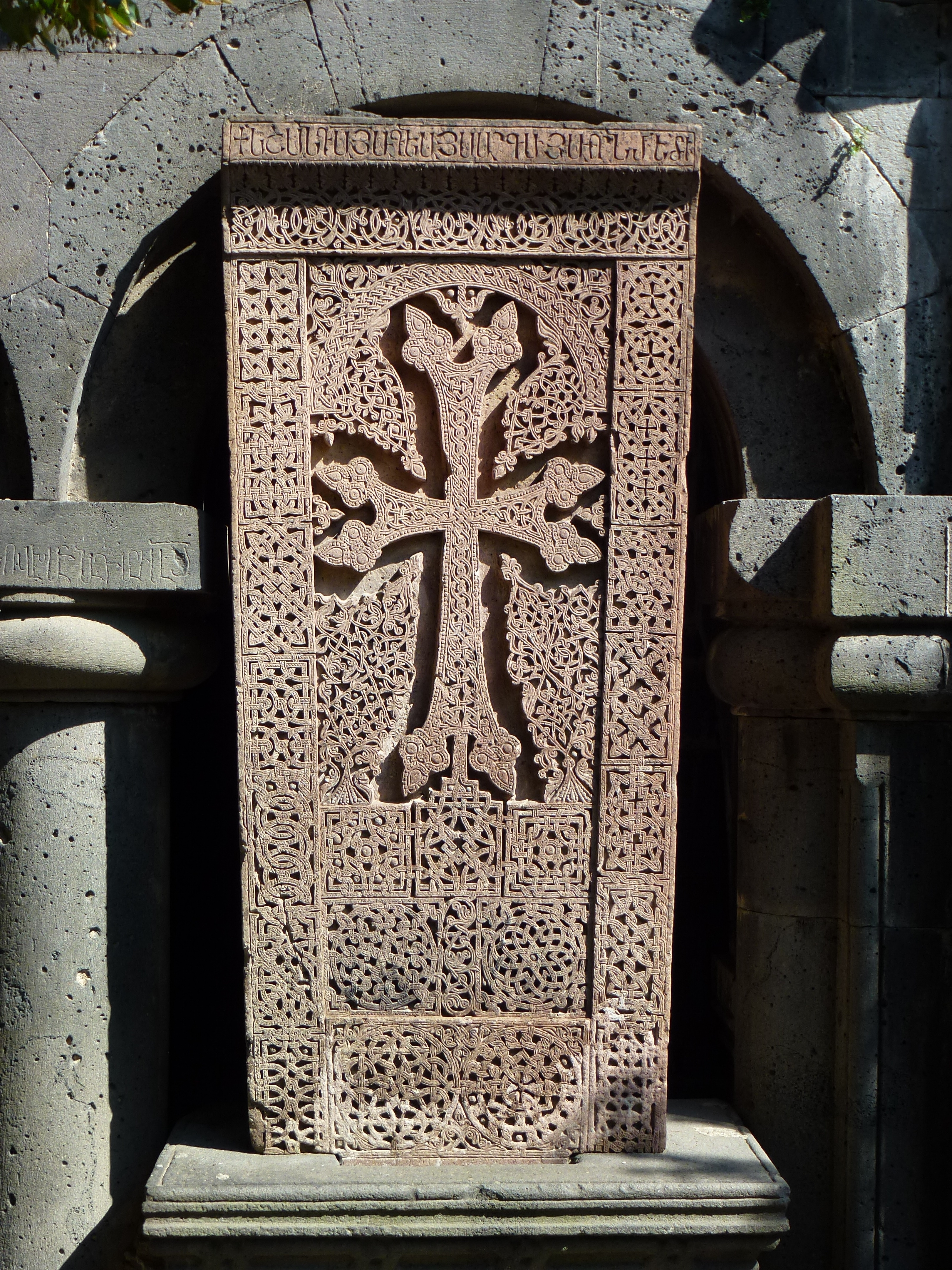
Chaczkar przy narteksie
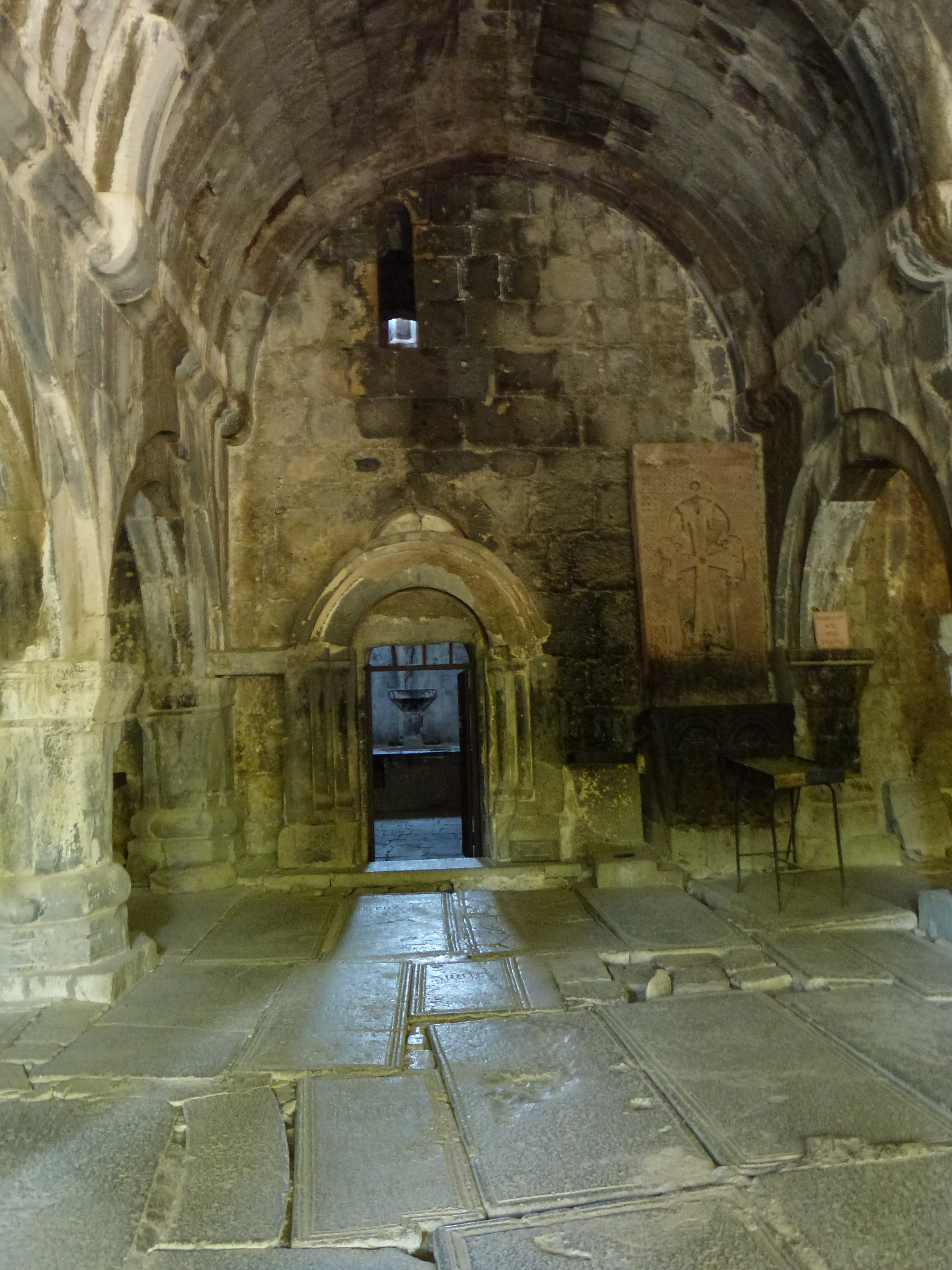
Wnętrze kościoła
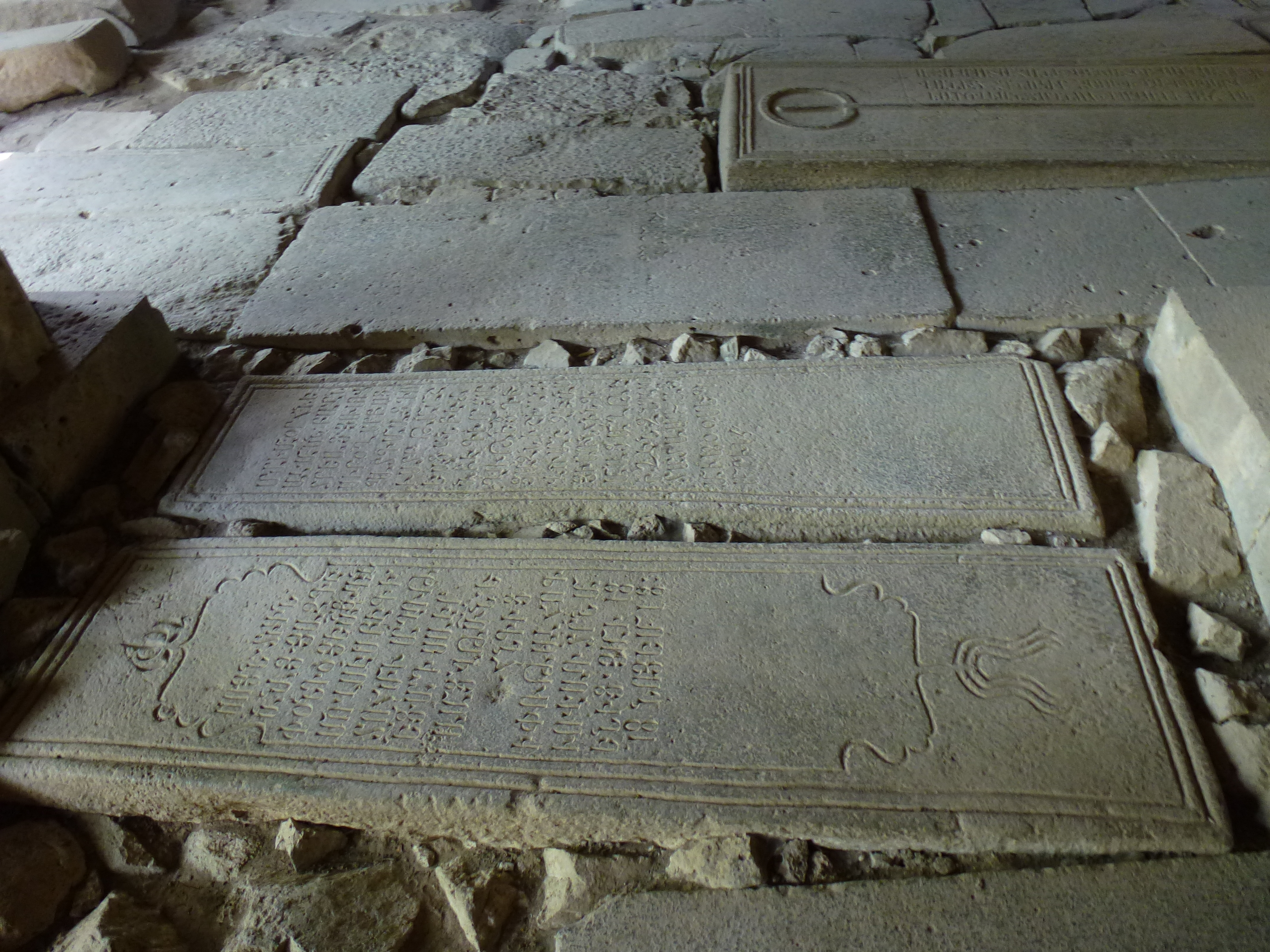
Płyty nagrobne
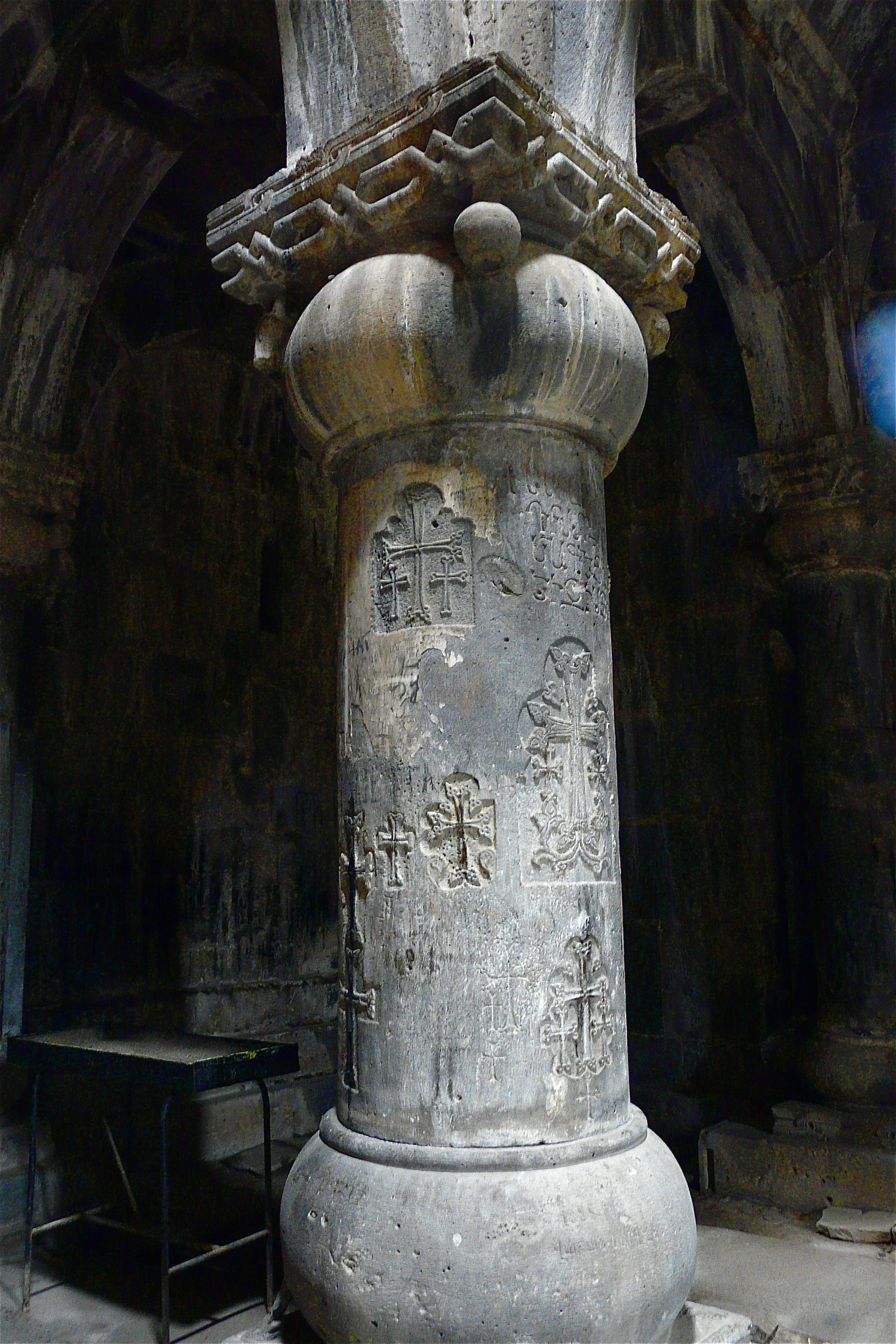
Kolumna z krzyżami
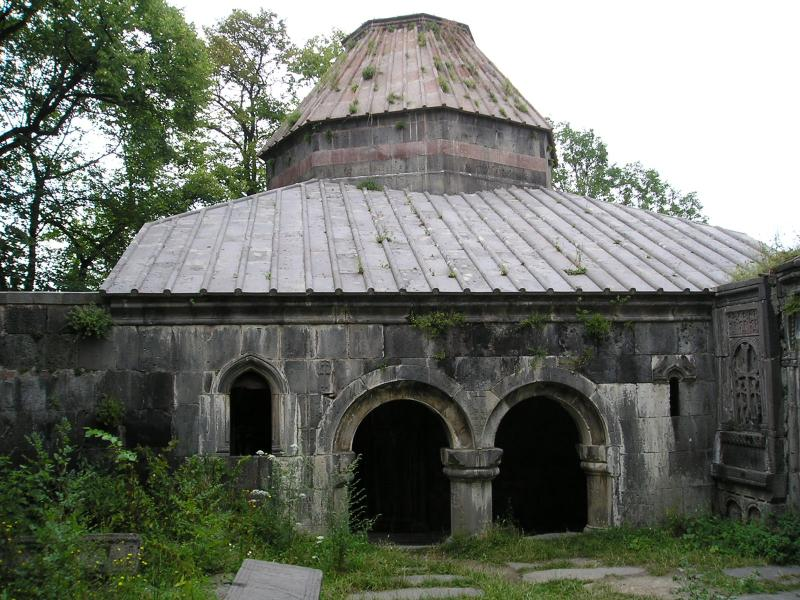
Biblioteka
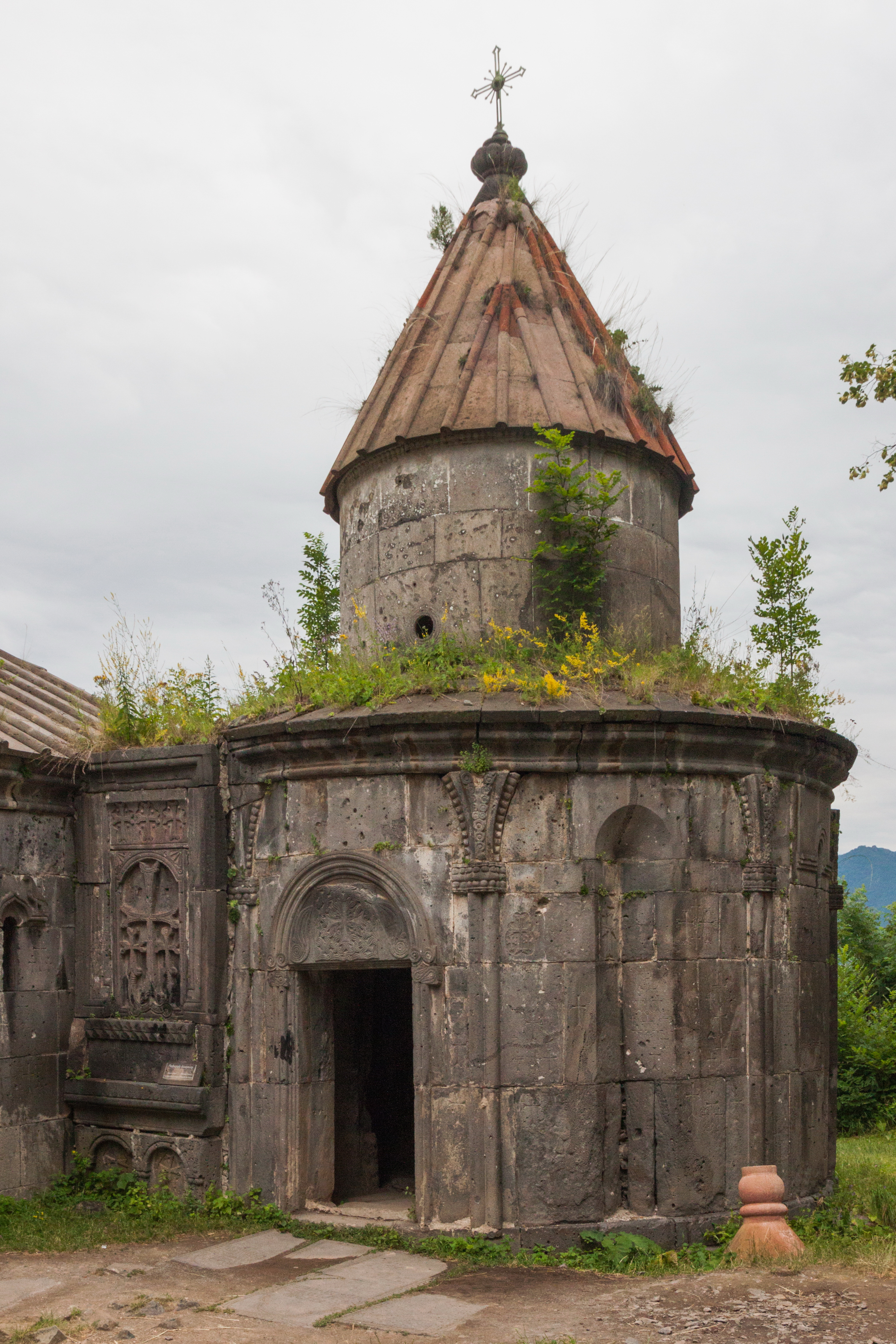
Kaplica św. Grzegorza
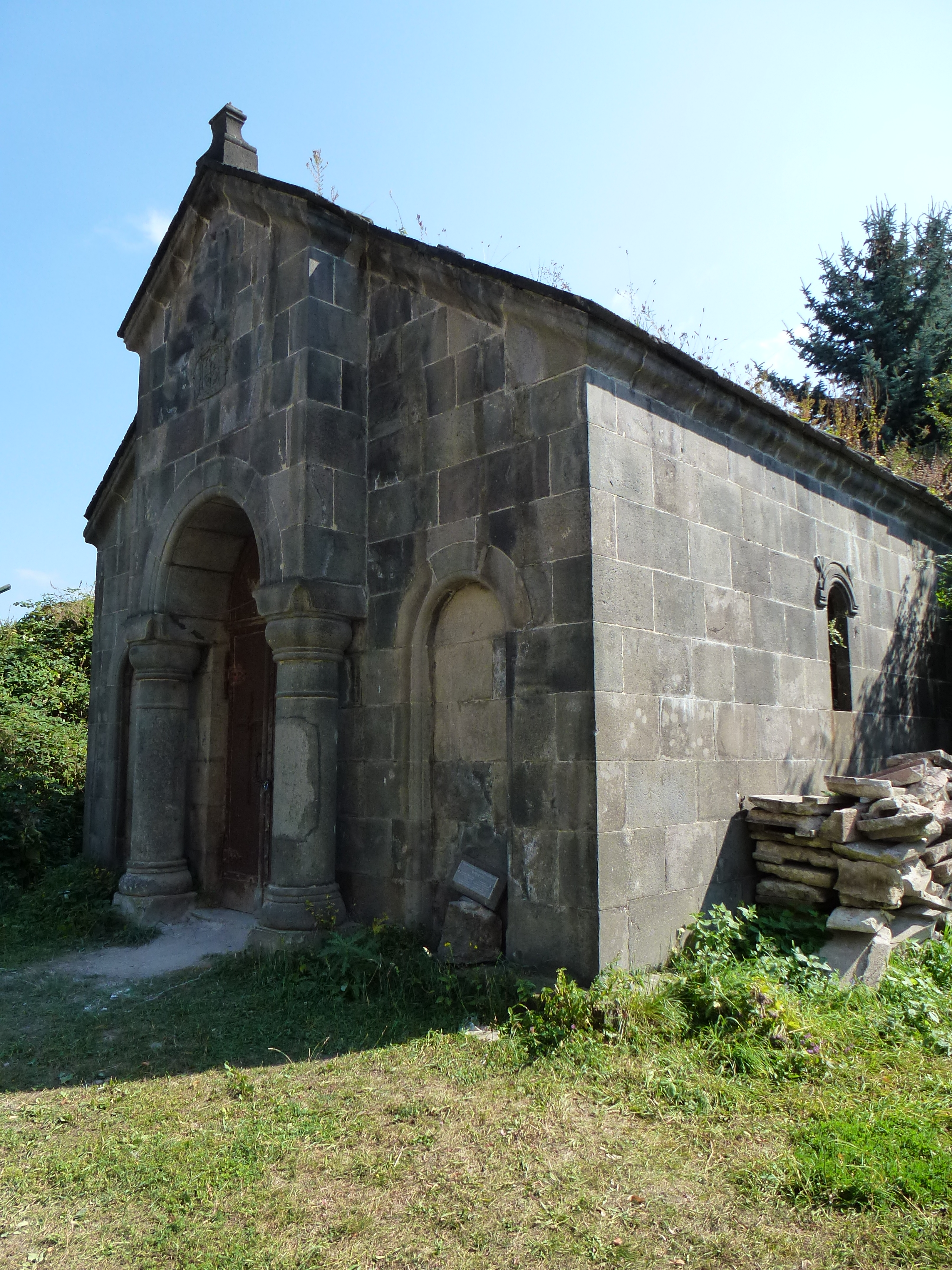
Grobowiec Argutinskich-Dołgorukich
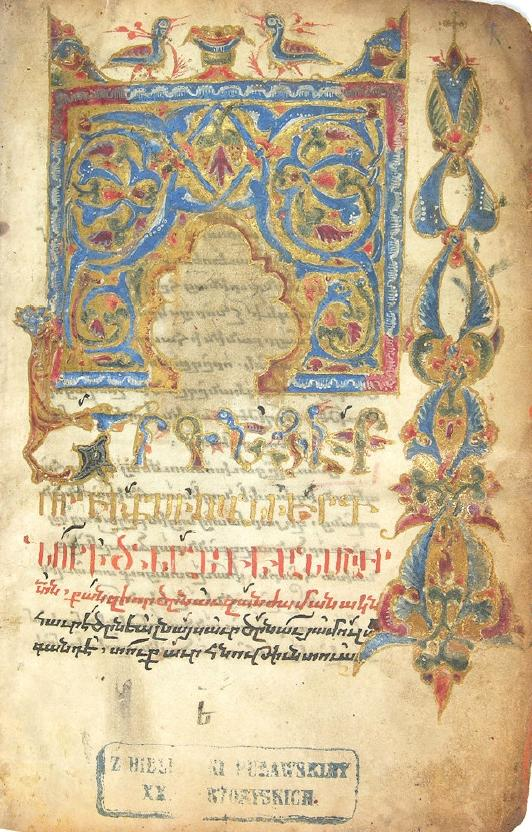
Zbiór hymnów brewiarzowych z klasztoru Sanahin (w kolekcji Muzeum Książąt Czartoryskich w Krakowie)